# Tate Donovan
Tate Buckley Donovan (Tenafly, 25 de setembro de 1963) é um ator e diretor norte-americano de tv e cinema. Atuou na série de televisão The O.C. como Jimmy Cooper. Participou da série Friends, fazendo o papel de Joshua e também atuou na série 24 Horas.
Atualmente fazia parte do elenco da série Damages e atuará em No Ordinary Family.
Donovan antigamente era noivo de Sandra Bullock (1994) e Jennifer Aniston.Ele se casou com Corinne Kingsbury em uma cerimônia católica em uma praia de Malibu, Califórnia, em 2005. Kingsbury e Donovan se divorciaram em 2008.No mesmo ano, Donovan anunciou seu apoio ao então candidato presidencial e actual presidente Barack Obama, nas eleições presidenciais de 2008.
Em 1997, pôs voz no personagem Hércules - filme com protagonista homônimo. Em 2013, atuou no seriado Hostages da CBS, como Brian Sanders, integrante de uma família feita refém em uma conspiração contra o presidente dos E.U.A.